# سنت کاترینز، انتاریو
سنت کاترینز (انتاریو) (به انگلیسی: St. Catharines) یک شهر در کانادا است که در منطقه نیاگارا واقع شده‌است.

## خصوصیات
سنت کاترینز ۳۷۸٫۶۸ کیلومترمربع مساحت و ۱۳۱٬۴۰۰ نفر جمعیت دارد و ۹۷٫۸۰ متر بالاتر از سطح دریا واقع شده‌است.